# Brachythele icterica
Brachythele icterica is een spinnensoort in de taxonomische indeling van de bruine klapdeurspinnen (Nemesiidae).
Brachythele icterica werd in 1838 beschreven door C. L. Koch.